# 18088 Робертюніс
18088 Робертюніс (18088 Roberteunice) — астероїд головного поясу, відкритий 7 травня 2000 року.
Тіссеранів параметр щодо Юпітера — 3,560.